# Rio Baro
O rio Baro é um curso de água do sudoeste da Etiópia, é conhecido entre os povos Anuak pelo nome de rio Upeno. Este rio define parte da fronteira entre a Etiópia e o Sudão do Sul.
Desde a sua nascente nas Maciço Central da Etiópia flui para oeste durante para 306 km até encontrar o rio Pibor. A confluência do rio Pibor com o rio Baro marca o início do rio Sobat, um afluente do Nilo Branco.